# Gacko
Gacko (in cirillico serbo Гацко) è un comune della Repubblica Serba di Bosnia ed Erzegovina con 9.734 abitanti al censimento 2013.
Nella municipalità è presente anche una centrale termoelettrica che assorbe la buona parte della forza lavoro.

## Località
La municipalità di Gacko è composta dalle seguenti 71 località:
| - Avtovac - Bahori - Bašići - Berušica - Brajićevići - Branilovići - Cernica - Čemerno - Danići - Dobrelji - Domrke - Donja Bodežišta - Dramešina - Dražljevo - Drugovići | - Dubljevići - Fojnica - Gacko - Gareva - Gornja Bodežišta - Gračanica - Gradina - Hodinići - Igri - Izgori - Jabuka - Jasenik - Jugovići - Kazanci - Ključ | - Kokorina - Kravarevo - Kula - Lipnik - Lončari - Luka - Lukovice - Ljeskov Dub - Medanići - Međuljići - Mekavci - Melečići - Miholjače - Mjedenik - Mrđenovići | - Muhovići - Nadinići - Novi Dulići - Platice - Poda - Pridvorica - Pržine - Ravni - Rudo Polje - Samobor - Slivlja - Soderi - Srđevići - Stambelići - Stari Dulići | - Stepen - Stolac - Šipovica - Šumići - Ulinje - Višnjevo - Vratkovići - Vrba - Zagradci - Zurovići - Žanjevica |

## Popolazione
L'ultimo censimento ufficiale del 1991 mostrava i seguenti dati: 
Comune di Gacko - totale: 10.788
- Serbi - 6.661 (61,74%)
- Bosgnacchi - 3.858 (35,76%)
- Croati - 29 (0,26%)
- Jugoslavi - 84 (0,77%)
- Altri - 156 (1,47%)

Città di Gacko - totale:4.584
- Bosgnacchi - 2.253 (49,14%)
- Serbi - 2.144 (46,77%)
- Croati - 28 (0,61%)
- Jugoslavi - 78 (1,70%)
- Altri - 81 (1,78%)